# Niklas Adolfsson
Alf Nicklas Adolfsson, född 20 februari 1966 i Tunabergs församling, Södermanlands län,  är en svensk musiker. Adolfsson är gitarrist i vikingarockbandet Ultima Thule.

## Biografi
Adolfsson medverkade i punkbandet Död Lag (1982 – 1985). Efter att   Ultima Thules dåvarande sångare Bruno Hansen lämnat bandet 1985, så övergick Jan Thörnblom till att bli sångare. Bandet behövde nu en ny gitarrist. Adolfsson erbjöds platsen och har sedan 1985 spelat gitarr i Ultima Thule.

## Andra musikprojekt
Tillsammans med de andra medlemmarna i Ultima Thule spelar Adolfsson gitarr i banden.  
- The Headhunters - (Oi!/punkband)
- Hotrod Frankie - (Psychobillyband)